# Catarismo
O catarismo (do grego καϑαρός, katharós, "puro") foi um movimento cristão de ascese extrema na Europa Ocidental entre os anos de 1100 e 1200, que teve suas raízes no movimento pauliciano na Armênia e no bogomilismo na Bulgária, que tiveram influências dos seguidores de Paulo de Samósata.
Esse movimento teve considerável presença no norte da Itália e no sul da França e a Igreja Católica Romana passou a considerá-lo uma ameaça à religião ortodoxa. As principais manifestações do catarismo centralizavam-se na cidade de Albi, motivo pelo qual, muitas fontes se referem aos seus adeptos como albigenses.
Embora o termo "cátaros" tenha sido usado durante séculos para identificar o movimento, ainda é discutível se o movimento se identificava mesmo com este nome. Em textos cátaros, os termos "homens bons" (Bons Hommes) ou "bons cristãos" são os termos comuns de autoidentificação.
A ideia de dois deuses ou princípios, sendo um bom e outro mau, foi fundamental para as crenças dos cátaros. O Deus bom era o Deus do Novo Testamento e criador do reino espiritual, em oposição ao Deus mau, que muitos cátaros identificavam como Satanás, o criador do mundo físico do Antigo Testamento. Toda a matéria visível teria sido criada por Satanás, e portanto teria sido contaminada com o pecado. Isto incluía o corpo humano. Esse conceito é oposto ao da Igreja Católica, monoteísta, cujo princípio fundamental é que há somente um Deus que criou todas as coisas visíveis e invisíveis. Os cátaros também pensavam que as almas humanas eram almas de anjo sem sexo, aprisionadas dentro da criação física de Satanás e amaldiçoadas a se reencarnarem até os fiéis cátaros alcançarem a salvação por meio de um ritual chamado Consolamentum.
No início de seu reinado (1198), o Papa Inocêncio III tentou acabar com o catarismo enviando missionários e persuadindo as autoridades locais a agirem contra eles, mas, no ano de 1208, o legado papal Pierre de Castelnau, um monge Cisterciense, foi assassinado quando voltava para Roma, após excomungar o Conde Raimundo VI de Toulouse a quem acusava de ser muito indulgente com os cátaros. Isso levou Inocêncio III a declarar Pierre de Castelnau como um mártir e convocar a Cruzada Albigense.
A Cruzada Albigense duraria até 1229 e os cátaros continuariam a ser perseguidos pela inquisição até 1350, sendo que, após esse ano, deixou de haver registros que indicassem a continuidade do movimento.

## Origens

Rotas dos castelos cátaros (quadrados e linhas azuis), no sul da França, por volta da virada do século XIII.

A origem das crenças dos cátaros não é clara, mas a maioria das teorias concorda que elas se originaram no Império Bizantino e se propagaram através das rotas de comércio, que espalharam ideias heréticas desde o Primeiro Império Búlgaro até os Países Baixos.
O nome búlgaros (Bougres) também foi aplicado aos albigenses, e eles mantiveram associação com o movimento cristão similar dos bogomilos ("Amigos de Deus") da Trácia. "Que houve uma transmissão substancial de rituais e ideias do bogomilismo para o catarismo está além de qualquer dúvida razoável."
Suas doutrinas têm numerosas semelhanças com a dos bogomilos e a dos paulicianos, assim como com a dos marcionistas (que estavam na mesma área dos paulicianos), dos maniqueístas e dos cristãos gnósticos dos primeiros séculos depois de Cristo, embora muitos estudiosos, principalmente Mark Gregory Pegg, tenham apontado que seria errôneo extrapolar as conexões históricas diretas com base nas semelhanças teóricas percebidas pelos estudiosos modernos.
João Damasceno, escreveu, no século VIII, notas sobre uma seita anteriormente chamada de "Cátaros", em seu livro "Sobre Heresias", título tirado do resumo fornecido por Epifânio de Salamis em seu Panarion, e diz: "Eles rejeitam aqueles que se casam pela segunda vez e rejeitam a possibilidade de penitência, isto é, o perdão dos pecados após o batismo".
É provável que tenhamos apenas uma visão parcial de suas crenças, porque quase todos os escritos dos cátaros foram destruídos por causa da ameaça doutrinária percebida pelo papado; quase todo o nosso conhecimento existente dos cátaros é derivado de textos de seus adversários. As conclusões sobre a ideologia dos cátaros continuam a ser ferozmente debatidas, com comentaristas regularmente acusando seus adversários de especulação, distorção e preconceito.
Existem alguns textos dos próprios cátaros que foram preservados por seus adversários, como o Rituel Cathare de Lyon, que permite uma visão limitada do funcionamento interno de sua fé, mas estes ainda deixam muitas perguntas sem resposta. Um grande texto que sobreviveu, O Livro dos Dois Princípios (Liber de duobus principiis), elabora os princípios da teologia dualista a partir do ponto de vista de alguns dos cátaros albanenses (uma seita cátara que defendia um dualismo absoluto).
Em 1143, Eberwin de Steinfeld escreveu o primeiro relato descrevendo a existência de um grupo, em Colónia (sul da Alemanha), que propagava crenças semelhantes àquelas que, posteriormente, seriam conhecidas como "catarismo".
No ano de 1167, foi realizado Concílio de Saint-Félix, em Saint-Félix-Lauragais, que contou com a a presença de muitas figuras locais e do "papa" bogomilo Nicetas, do bispo cátaro do norte da França e do líder dos cátaros da Lombardia.
Os cátaros foram um fenômeno nativo da Europa Ocidental latina cristã que se espalhou pelas cidades da Renânia (particularmente Colônia), do norte da França de meados do século XII e, principalmente, do sul da França (Languedoc) e norte da Itália da segunda metade do século XII. Conseguiram sua maior popularidade no sul da França e no norte da Itália.
Após as perseguições, sobreviveram, em Languedoc, até 1325 e, no norte da Itália, até a Inquisição os extirpar entre 1260 e 1300.

## Crenças
Os cátaros, em geral, formavam um partido antissacerdotal em oposição à Igreja Católica, protestando contra o que consideravam ser a corrupção moral, espiritual e política da Igreja.
G. K. Chesterton, autor inglês católico-romano, afirmou: "…o sistema medieval começou a ser quebrado em pedaços intelectualmente, muito antes de mostrar o menor indício de estar caindo aos pedaços moralmente. As enormes primeiras heresias, como os albigenses, não tinham a menor desculpa de superioridade moral." Jennifer Deane comenta que de facto, poucos clérigos católicos em qualquer parte da Europa ocidental pareciam particularmente santos em comparação com os ascéticos, inspiradores "homens bons". O factor mais importante para o sucesso do catarismo, diz Michael Thomsett, foi a bem conhecida avareza e a mundanização do clero. Nesse tempo, padres e bispos levavam vidas luxuosas, possuíam castelos, usavam as melhores roupas, e tinham muita riqueza. Em comparação, o comum dos camponeses levava uma vida de privações e pobreza.
Bernardo de Claraval,  apesar de louvar algumas atitudes dos cátaros, disse no Sermão 65 sobre o Cântico dos Cânticos, sobre a heresia albigense:
(…) se você questionar os heréticos sobre a sua fé, nada é mais cristão; se sobre sua conversão diária, nada é mais inocente, e o que ele diz, ele prova por ações. No que diz respeito à sua fé, pode ver que vai frequentemente à igreja, mostra respeito aos clérigos, faz ofertas, confessa-se, toma parte nos sacramentos. O que pode ser mais ortodoxo? No que respeita à sua vida e conduta, ele não engana ninguém, não passa à frente de ninguém, não faz violência a ninguém. Além disso, suas faces são pálidas de jejum, ele não come o pão da preguiça, ele trabalha com suas mãos e assim faz a sua vida.
Onde está então a raposa? Tínhamo-la; como é que nos escapou das mãos? Como despareceu tão subitamente? Vamos prosseguir.  Vamos pesquisar. Pelos seus frutos a conheceremos.E certamente a destruição da vinha é a evidência da raposa. As mulheres estão deixando seus maridos, os homens estão deixando de lado suas esposas, e todos eles migram para esses hereges! Clérigos e padres, jovens e adultos  entre eles, estão deixando suas congregações e igrejas, e são encontrados frequentemente na companhia de tecelões de ambos os sexos. Não é isso um dano sério? Não é este o trabalho das raposas?
Quando o bispo Fulk, um dos principais líderes das perseguições anticátaras, execrou um cavaleiro de Languedoc por não perseguir os hereges com mais diligência, ele recebeu a resposta: "Nós não podemos. Fomos criados no meio deles. Temos parentes entre eles e vemos que levam uma vida de perfeição." Os cátaros acreditavam que Satanás havia enganado vários anjos a cair do céu e depois os encarcerou em corpos. O objetivo da vida era renunciar aos prazeres e atrativos do mundo e, através de encarnações repetidas, fazer o caminho de volta ao céu. Para esse fim, os cátaros observaram uma hierarquia estrita:
- Perfecti - aqueles que renunciaram ao mundo, os sacerdotes e bispos
- Credentes - crentes que ainda interagiam com o mundo, mas trabalhavam para a renúncia
- Simpatizantes - não crentes que ajudavam e apoiavam as comunidades cátaras.

#### Principais crenças
As crenças cátaras incluíam:
- Reconhecimento do princípio feminino no divino - Deus era homem e mulher. O aspecto feminino de Deus era Sophia, "sabedoria"); essa crença incentivou a igualdade de gênero nas comunidades cátaras.[24]
- Metempsicose (reencarnação) - a alma renasce continuamente a menos que renuncie completamente ao mundo e assim escape da reencarnação.[25]
- Dualidade cósmica - a existência de duas divindades poderosas no universo, um deus bom (bonesa) e um deus mau (malesa), que estão em constante estado de guerra; o objetivo da vida é servir ao bem, servir aos outros e escapar do ciclo de renascimento e morte para retornar ao lar de Deus.[26]
- Vegetarianismo - embora comer peixe fosse permitido a credentes e simpatizantes.[27]
- Celibato para os perfeiti - também era geralmente encorajado, uma vez que se pensava que toda pessoa nascida era apenas outra pobre alma presa pelo diabo em um corpo. O casamento em geral era desencorajado.[27]
- A dignidade do trabalho manual - todos os cátaros trabalhavam, padres e leigos, muitos como tecelões.[28]
- O suicídio (conhecido como o ritual da endura) é uma resposta racional e digna sob certas condições.[27]

### Cosmologia

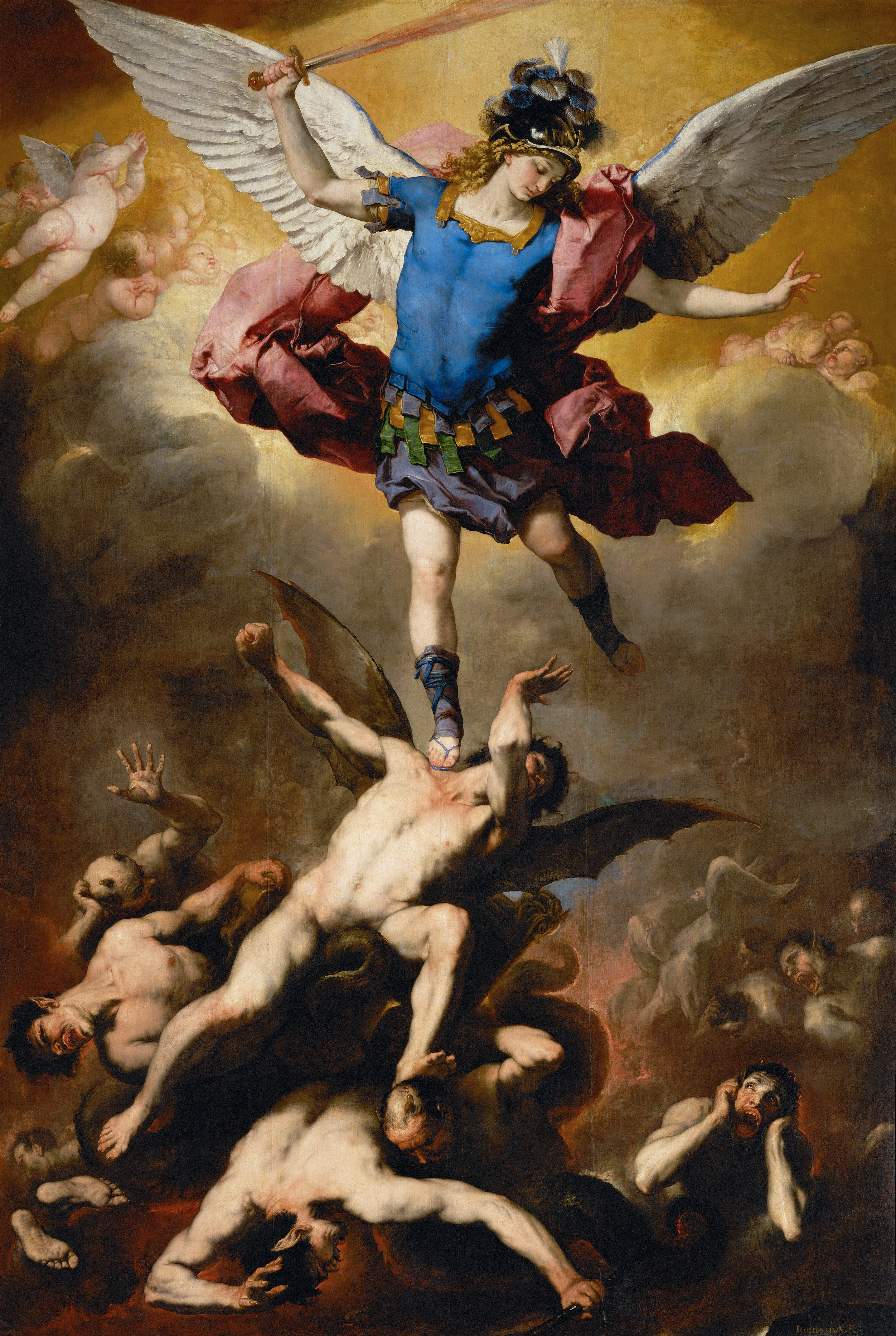
"Queda dos anjos rebeldes", (1660 - 1665) de Luca Giordano

A cosmologia cátara identificava duas divindades gêmeas opostas. A primeira era um Deus bom, retratado no Novo Testamento e criador do espírito, enquanto a segunda era um Deus maligno, descrito no Antigo Testamento e criador da matéria e do mundo físico; frequentemente chamado Rex Mundi ("Rei do Mundo"), era identificado como o Deus no judaísmo, e também foi confundido com Satanás ou considerado pai, criador ou sedutor de Satanás. Os cátaros resolveram o problema do mal declarando que o poder do Deus bom para fazer o bem era limitado pelas obras do Deus Mau e vice-versa.
Toda a matéria visível, incluindo o corpo humano, foi criada por esse Rex Mundi; a matéria foi, portanto, contaminada com pecado. Sob essa visão, os humanos foram seduzidos por Satanás antes de uma guerra no céu contra o exército de Miguel depois do qual teriam sido forçados a passar uma eternidade presos no reino material do Deus do mal. Os cátaros ensinaram que, para recuperar o status angelical, era preciso renunciar completamente ao eu material e até que estivesse preparada para fazê-lo, a pessoa ficaria presa em um ciclo de reencarnação, condenada a viver na Terra corrupta.:11
Zoé Oldenbourg designou os cátaros como: "budistas ocidentais", pois viu semelhanças entre a sua visão da reencarnação e o ensinamento budista do renascimento.
Suas crenças estavam longe de ser unânimes, algumas comunidades cátaras acreditavam em um dualismo mitigado semelhante a de seus antecessores, os Bogomilos, afirmando que o Deus mau (Satanás), já havia sido o verdadeiro servo de Deus antes de se rebelar contra ele; mas a maioria seguia a concepção descrita no "Livro dos Dois Princípios", ou seja, em um dualismo absoluto, onde os dois deuses eram entidades gêmeas de mesmo poder e importância.

### Cristologia
Os cátaros veneravam Jesus Cristo e seguiam o que consideravam seus verdadeiros ensinamentos, rotulando-se como "bons cristãos". Os cátaros negavam a encarnação física de Jesus. Autores acreditam que as concepções deles de Jesus se assemelhavam ao docetismo, considerando Jesus a forma humana de um anjo, cujo corpo físico era apenas aparência. Esta forma ilusória poderia ter sido dada pela Virgem Maria, outro anjo em forma humana. A maioria não aceitava a compreensão  trinitária de Jesus, assemelhando-se ao monarquianismo modalístico (sabelianismo) não trinitário no oeste e adocionismo no leste, que pode ou não ser combinado com o docetismo mencionado.
O biógrafo de Bernardo de Claraval e outras fontes acusam alguns cátaros de arianismo, e alguns estudiosos veem a cristologia dos cátaros como tendo traços de raízes arianas anteriores.
Os cátaros rejeitavam firmemente a Ressurreição de Jesus, considerando-a como reencarnação e que o símbolo da cruz não seria mais do que um instrumento material de tortura e mal. Eles também consideravam João Batista, identificado também com Elias, como o mal sendo enviado para impedir o ensino de Jesus, por meio do falso sacramento do batismo.
Algumas comunidades podem ter acreditado na existência de um reino espiritual criado pelo Deus bom, a "Terra dos Vivos", cuja história e geografia teriam servido de base para a criação corrupta do Deus mau. Sob esse ponto de vista, a história de Jesus teria acontecido aproximadamente como contada, apenas no reino espiritual. O Jesus físico do mundo material teria sido mau, um falso messias e um amante lascivo de Maria Madalena e da matéria. No entanto, o verdadeiro Jesus teria influenciado o mundo físico de uma maneira semelhante à Descida de Cristo ao Inferno, apenas habitando o corpo de  Paulo.  O cronista do século XIII Pierre des Vaux-de-Cernay registrou essas crenças.

### Outras crenças
Alguns cátaros acreditavam em uma versão da narrativa enoquiana, segundo a qual as filhas de Eva copularam com os demônios de Satanás e deram à luz gigantes (Nefilins). O Dilúvio teria sido provocado por Satanás, que desaprovou os demônios, revelando que ele não era o deus real, ou alternativamente, uma tentativa do Pai Invisível de destruir os gigantes.
Acreditavam em um Juízo Final que chegaria quando o número de justos se igualasse ao número de anjos que caíram, nos quais os crentes ascenderiam ao reino espiritual enquanto os pecadores seriam lançados ao fogo eterno junto com Satanás.
Acreditavam que os animais eram portadores de almas reencarnadas e, por isso, proibiam a matança de toda a vida animal, exceto peixes, adotando uma dieta pescatariana, além disso não comiam queijo, ovos, carne ou leite, pois consideravam que eram subprodutos de relações sexuais, por outro lado, acreditavam que os peixes podiam ser consumidos, pois seriam produzidos por geração espontânea.

### Textos
Os textos sagrados dos cátaros, além do Novo Testamento, incluíam:
- o texto antes adotado pelos Bogomilistas denominado como: O Livro da Ceia Secreta (também chamado "Perguntas de João");
- uma versão modificada da "Ascensão de Isaías"; e
- "O Livro dos Dois Princípios", escrito pelos próprios cátaros;[42]

Eles rejeitavam quase todos os textos do Antigo Testamento, exceto alguns escritos pelos profetas.
Acreditavam que o Livro do Apocalipse não era uma profecia sobre o futuro, mas uma crônica alegórica do que havia acontecido na Rebelião de Satanás. Sua reinterpretação desses textos continha numerosos elementos característicos da literatura gnóstica.

### Sacramentos

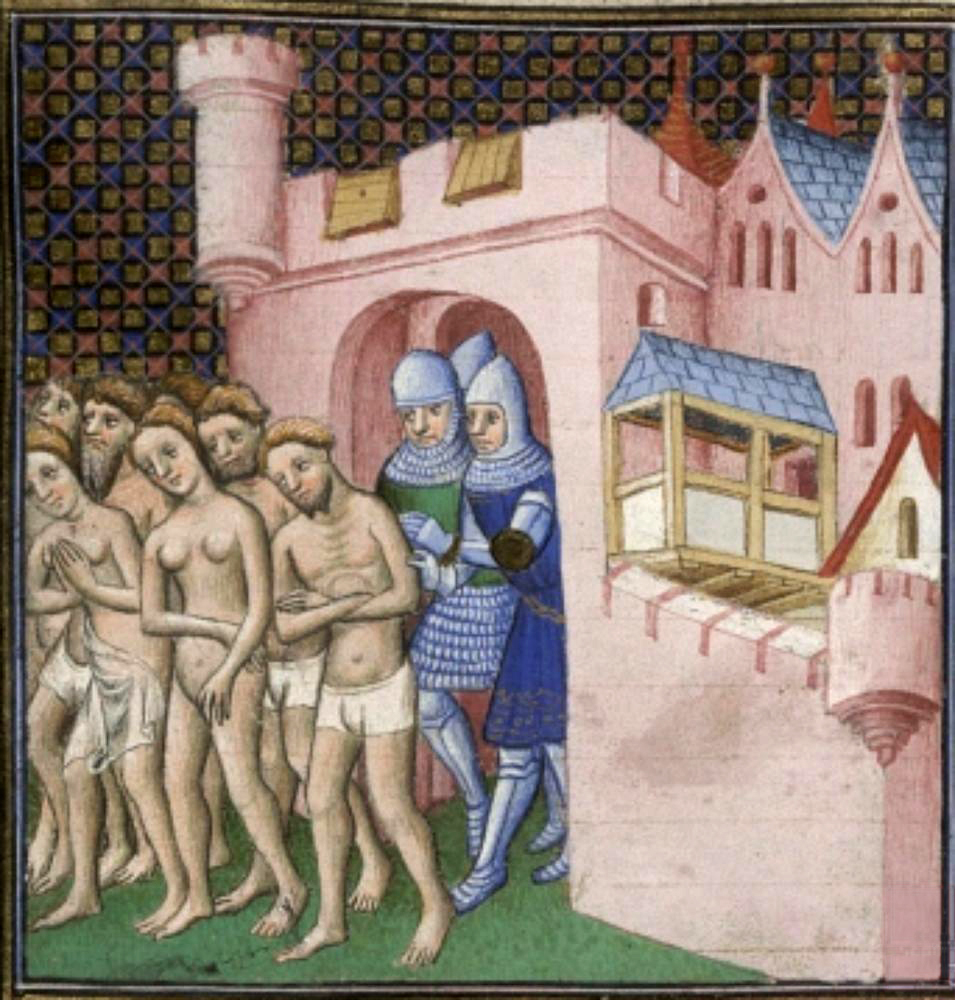
"Expulsão dos cátaros de Carcassonne em 1209", (1415), oficina de Mestre de Boucicaut

Em contraste com a Igreja Católica, os cátaros tinham apenas um sacramento, o Consolamentum, ou Consolação, que envolvia uma breve cerimônia espiritual para remover todo o pecado do crente e empossar-lhe para o próximo nível superior como um perfeito ("parfait", em francês, ou "perfectus", em latim). Ao contrário da Penitência católica romana, o Consolamentum só poderia ser tomado apenas uma vez.
Assim, tem sido alegado que muitos crentes acabariam por receber o Consolamentum apenas quando a morte se aproximava, realizando o ritual de libertação num momento em que as obrigações pesadas de pureza exigidas para ser um perfectus seriam temporalmente curtas. Algumas das pessoas que receberam o consolamentum em seus leitos de morte podem, posteriormente, evitar comida ou bebida, a fim de acelerar a morte. Isso era chamado de endura. Alegou-se por alguns escritores católicos que, quando um dos cátaros, depois de receber o Consolamentum, começasse a mostrar sinais de recuperação, ele ou ela seria sufocada, a fim de garantir sua entrada no paraíso. Tais momentos de extremis têm pouca evidência para sugerir que essa era uma prática comum dos cátaros.
Os cátaros também recusavam o sacramento católico da Eucaristia, dizendo que não poderia ser o corpo de Cristo. Eles também recusavam-se a participar da prática de Batismo pela água. As duas citações seguintes são retiradas do inquisitor católico Bernardo Gui sobre as alegadas práticas e crenças dos cátaros:
(...) além disso, falam com os leigos sobre as vidas perversas dos clérigos e prelados da Igreja Romana, apontando e expondo o seu orgulho, cupidez, avareza e impureza de vida, e outros males semelhantes como eles dizem. Eles invocam, com a sua própria interpretação e de acordo com as suas capacidades, a autoridade dos Evangelhos e das Epístolas contra o estatuto dos prelados, religiosos e monges, a quem chamam fariseus e falsos profetas, que dizem, mas não fazem.
Depois atacam e vituperam, por sua vez, todos os sacramentos da Igreja, especialmente o sacramento da Eucaristia, dizendo que não pode conter o corpo de Cristo, pois se este tivesse sido tão grande como a maior montanha, os cristãos tê-lo-iam consumido completamente antes disso.Eles afirmam que a hóstia vem da palha, que passa através das caudas de cavalos, a saber, quando a farinha é passada por uma peneira (de crina de cavalo); que, além disso, passa através do corpo e chega a um vil fim, o que, dizem eles, não poderia acontecer se Deus estivesse nela.
Do baptismo, afirmam que a água é material e corruptível, e é portanto a criação do poder do mal e não pode santificar a alma, mas que os religiosos vendem esta água por avareza, tal como vendem terra para o enterro dos mortos, e óleo para os doentes quando os ungem, assim como vendem a confissão dos pecados feita aos sacerdotes.

### Relações sociais
O assassinato era considerado abominável pelos cátaros. Consequentemente, abstenção de comida animal (com o ocasional consumo de peixe) era praticada pelos perfeitos. Estes evitavam o consumo de qualquer produto que tivesse se originado de relação sexual. A guerra e a pena de morte também eram condenadas, em nítido contraste com a cultura da Europa medieval. Num mundo em que poucos podiam ler, sua rejeição aos juramentos os marcavam como marginalizados socialmente.
Os cátaros também rejeitavam o casamento. Isso era baseado principalmente na crença de que o mundo físico, incluindo a carne, era irremediavelmente diabólico, por ter sido criado pelo princípio diabólico ou "demiurgo". Consequentemente, a reprodução era vista como um mal a ser evitado, pois propiciava a continuação da cadeia de renascimento e sofrimento no mundo material. Era argumentado pelos críticos do catarismo que essa repugnância à reprodução levava os cátaros à sodomia. Tão forte era essa crítica que, quando um cátaro era acusado de heresia, geralmente bastava a ele provar que era legalmente casado para que fosse absolvido.[carece de fontes?]
Por outro lado, o celibato era exigido apenas dos "perfeitos", sendo permitidas relações sexuais entre os crentes, que não passavam por um casamento sacramental, mas se uniam apenas com base no amor, consentimento e fidelidade recíproca, sendo admitido o divórcio.

### Organização
Tem sido considerado que a igreja cátara do Languedoc possuía uma estrutura relativamente plana, ou seja, com poucos níveis hierárquicos: somente perfeitos e crentes. Por volta de 1140, a liturgia e o sistema da doutrina estavam estabelecidos.:49-50 Foram criadas várias sés: primeiro em Albi por volta de 1165;:2-4 e, depois do concílio de Saint-Félix-Lauragais em 1167, em Toulouse, Carcassonne e Agen. Portanto, em 1200 havia quatro sés cátaras.
Por volta de 1225, durante um intervalo da Cruzada Albigense, foi criada uma quinta sé: a de Razès. Os bispos eram auxiliados por dois assistentes: o filius maior (geralmente, o sucessor) e o filius minor. Ambos eram, por sua vez, auxiliados por diáconos. Os perfeitos eram a elite espiritual, altamente respeitada pela população local por levarem uma vida de austeridade e caridade; à moda dos apóstolos, eles pregavam ao povo e viajavam geralmente em duplas.

### Papéis de homens e mulheres
O catarismo permitia que as mulheres fossem não apenas crentes mas também "perfeitas", com permissão para administrar o sacramento do consolamentum.
Os cátaros acreditavam que as pessoas se reencarnam continuamente até que elas renunciem ao mundo material, podendo um homem reencarnar no corpo de uma mulher e vice-versa, o que tornaria o gênero sexual completamente irrelevante; o espírito era de suma importância para os cátaros, sendo descrito como imaterial e sem sexo por isso, os cátaros acreditavam que as mulheres tinham condições de serem líderes espirituais, o que enfraquecia a concepção católica de gênero.:16-25
As mulheres que haviam sido acusadas de heresia no início da Idade Média haviam sido rotuladas de gnósticas, cátaras e beguinas, entre outros termos, e haviam sido ocasionalmente "torturadas e executadas". Os cátaros, como os gnósticos que os haviam precedido, conferiam maior importância a Maria Madalena para a difusão inicial do cristianismo do que a Igreja Católica o fazia. Seu papel como professora incentivou para que os cátaros acreditassem que as mulheres podiam ser líderes espirituais. Muitas mulheres foram admitidas como "perfeitas", sendo que muitas recebiam o consolamentum após a viuvez. Tendo reverência pelo Evangelho segundo João, os cátaros viam Maria Madalena como talvez tendo maior importância até mesmo que São Pedro, o fundador da Igreja Católica.:80-81
O movimento cátaro provou ser extremamente bem-sucedido em conquistar seguidoras, tanto por causa de seus ensinamentos protofeministas como por seu sentimento de afastamento em relação à Igreja Católica. O catarismo atraiu numerosas mulheres com a promessa de um papel sacerdotal que não lhes era permitido pela Igreja Católica. O catarismo permitiu que as mulheres se tornassem "perfeitas", uma posição de maior prestígio do que qualquer papel a elas concedido pela Igreja Católica.:40-43 As perfeitas eram obrigadas a seguir um estilo de vida ascético, mas podiam possuir suas próprias casas. Embora muitas mulheres achassem o catarismo atraente, nem todas, no entanto, acharam seus ensinamentos convincentes. Um exemplo notável foi Hildegarda de Bingen, que, em 1163, pronunciou um sermão em Colônia contra os cátaros. Durante sua fala, Hildegarda previu eterna condenação a quem seguisse os ensinamentos cátaros.
Embora mulheres perfeitas raramente viajassem para pregar a doutrina, elas tinham um papel vital na expansão da doutrina ao organizar grupos domésticos de mulheres.:41 Embora fosse extremamente incomum, no entanto, houve casos isolados de mulheres cátaras que viajaram para pregar a doutrina. Nos grupos domésticos cátaros, as mulheres eram educadas na fé. Uma vez tendo filhos, estes também se tornariam cátaros. Através desse padrão, a fé cresceu exponencialmente graças ao esforço de gerações de mulheres.:41 Em alguns grupos cátaros, havia até mais mulheres do que homens.
Apesar de as mulheres terem um papel instrumental na expansão da fé, a misoginia, no entanto, não estava ausente no movimento. Uma das concepções misóginas cátaras era a de que era necessária uma última encarnação no corpo de um homem para quebrar o ciclo de renascimentos.:42 Esta crença foi inspirada pelos cátaros franceses anteriores, que acreditavam que as mulheres precisavam reencarnar no corpo de um homem para conseguir a salvação. Uma outra crença misógina cátara era a de que a beleza das mulheres impediria que os homens conseguissem rejeitar o mundo material.:42  No final do movimento cátaro, o catarismo francês tornou-se mais misógino e começou a prática de excluir mulheres perfeitas; no entanto, todas essas práticas e crenças misóginas permaneceram restritas no movimento cátaro como um todo, e o catarismo italiano posterior continuou a aceitar mulheres perfeitas.:144

## Supressão
Em 1147, o papa Eugênio III enviou um legado ao distrito cátaro de modo a deter a expansão da heresia. Os poucos sucessos isolados de Bernardo de Claraval não puderam obscurecer os pobres resultados da missão, que claramente mostraram o poder da seita no Languedoc na época. As missões do cardeal Pedro de São Crisógono a Toulouse em 1178, e de Henrique de Marcy, cardeal-bispo da diocese de Albano, em 1180-81, obtiveram apenas sucessos momentâneos. A expedição armada de Henrique, que tomou a fortaleza de Lavaur, não extinguiu o movimento.
Decisões dos concílios da Igreja Católica (em particular, as do concílio de Tours em 1163 e as do Terceiro Concílio de Latrão em 1179) tampouco tiveram muito efeito sobre os cátaros. Quando o papa Inocêncio III chegou ao poder em 1198, ele estava resolvido a lidar com os cátaros.
De início, Inocêncio tentou a conversão pacífica dos cátaros, e enviou vários legados às regiões cátaras. Estes tiveram de enfrentar não apenas os cátaros, os nobres que os protegiam e as pessoas que os respeitavam, mas também os muitos bispos da região, que se ressentiam da considerável autoridade que o papa conferia a seus legados. Em 1204, Inocêncio III suspendeu vários bispos na Occitânia; em 1205, indicou um novo e vigoroso bispo de Toulouse, o antigo trovador Folquet de Marselha. Em 1206, Diego de Osma e seu cônego Domingos de Gusmão (o futuro são Domingos) começaram um programa de conversão no Languedoc; como parte disso, debates públicos entre católicos e cátaros aconteceram em Verfeil, Servian, Pamiers, Montréal (Aude) e outros locais.
Domingos de Gusmão se encontrou e debateu com os cátaros em 1203 durante sua missão no Languedoc. Ele concluiu que somente pregadores que demonstravam real santidade, humildade e ascetismo poderiam sobrepujar crentes cátaros. Em geral, a Igreja institucional não possuía essas credenciais. Sua convicção levou ao estabelecimento da Ordem dos Pregadores em 1216. A ordem viveria segundo sua célebre repreensão "zelo precisa ser encontrado através do zelo, humildade através da humildade, falsa santidade através da real santidade, pregação da falsidadea através da pregação verdadeira". Entretanto, mesmo São Domingos conseguiu converter poucos cátaros.

### Cruzada Albigense
Em janeiro de 1208, o legado papal Pierre de Castelnau (monge cisterciense, teólogo e advogado canônico) foi enviado para se encontrar com o governante da região, Raimundo VI de Toulouse.:68-69 Conhecido por excomungar nobres que protegiam os cátaros, Castelnau excomungou Raimundo por incitamento a heresia após uma feroz discussão em que Raimundo teria ameaçado Castelnau com violência.:72-73 Logo após, Castelnau foi assassinado durante sua volta a Roma, supostamente por um cavaleiro a serviço de Raimundo. O corpo de Castelnau foi sepultado na abadia de Santo Egídio, em Saint-Gilles (Gard).
Assim que soube do assassinato, o papa ordenou a seus legados que pregassem uma cruzada contra os cátaros e escreveu uma carta a Filipe II de França apelando para sua intervenção ou para uma intervenção de seu filho Luís VIII de França. Este não foi o primeiro apelo mas alguns veem o assassinato como um ponto de mudança na política papal. Outros alegam que o assassinato foi um evento fortuito que permitiu que o papa excitasse a opinião pública e renovasse seus pedidos de intervenção na região. O cronista da cruzada que se seguiu, Pedro de Vaux de Cernay, retratou a sequência de eventos de modo que ficasse claro que o papa havia esgotado todos os meios pacíficos de resolver a questão e só então tinha apelado para a violência.[carece de fontes?]
O rei francês se recusou a liderar a cruzada e também não deixou que seu filho o fizesse, pois, apesar da vitória sobre João de Inglaterra, o seu reino ainda enfrentava tensões com o Condado da Flandres e o Sacro Império Romano-Germânico e a ameaça de uma revanche por parte da dinastia de Anjou. Permitiu, porém, que alguns de seus barões mais belicosos e ambiciosos (alguns diriam mais perigosos) participassem da cruzada, como Simão IV de Monforte e Bouchard de Marly. Seguiram-se vinte anos de guerra contra os cátaros e seus aliados no Languedoc: a Cruzada Albigense.[carece de fontes?]
A cruzada confrontou os nobres do norte da França contra os do sul da França. O entusiasmo popular generalizado pela cruzada no norte da França deveu-se em parte ao decreto papal permitindo o confisco de terras dos cátaros e de seus apoiadores. Isto não apenas revoltou os senhores feudais do sul mas também o rei francês, que era, ao menos nominalmente, o suserano dos senhores agora sujeitos à pilhagem e conquista. Filipe escreveu ao papa Inocêncio com palavras fortes para assinalar esse fato, mas o papa não alterou sua política. Como o Languedoc estava fervilhando de cátaros e simpatizantes, isso fez, da região, um alvo para os nobres do norte da França que ambicionavam novos feudos. Como resultado, os barões do norte se deslocaram para a guerra no sul.[carece de fontes?]
O primeiro alvo foi as terras da casa de Trencavel, poderosa senhora da terras de Albi, Carcassonne e Razès (região), mas com poucos aliados no Sul. Pouco foi feito então para formar uma coalizão regional e os cruzados conseguiram tomar Carcassonne, a capital Trencavel, encarcerando Raymond Roger Trencavel na sua própria cidadela, onde veio a morrer, supostamente por causas naturais. Defensores da causa occitana acreditam, no entanto, que ele foi assassinado. O papa concedeu as terras dos Trencavel para Simão de Monforte, o qual se colocou sob a proteção do rei da França, despertando então a inimizade de Pedro II de Aragão, que se mantivera até então afastado do conflito, atuando até como mediador durante o sítio de Carcassonne. O restante da primeira das duas guerras cátaras focou-se então na tentativa de Simão de assegurar seus imensos ganhos durante os invernos que teve de enfrentar, com apenas uma pequena força de confederados operando a partir do principal campo de inverno em Fanjeaux, com a deserção dos senhores feudais locais que haviam sido obrigados a lhe jurar lealdade. Simão também tentou aumentar ainda mais seus domínios durante o verão, quando suas forças se viram grandemente aumentadas com a chegada de reforços do norte da França, Alemanha e outros locais.[carece de fontes?]
Durante as campanhas de verão, ele retomou, algumas vezes com represálias brutais, o que havia perdido durante as temporadas de inverno, bem como aumentou sua esfera de ação, atuando em Saint-Antonin-Noble-Val, no rio Aveyron, e nos bancos do rio Ródano em Beaucaire (Gard). O maior triunfo de Simão foi a vitória sobre forças numericamente superiores na batalha de Muret, que viu não apenas a derrota de Raymond de Toulouse e seus aliados occitanos mas também a morte de Pedro de Aragão e o efetivo fim das ambições da casa de Aragão/Barcelona sobre o Languedoc. A médio e longo prazos, esta vitória significou mais para a casa real da França do que para o próprio Simão e, junto com a batalha de Bouvines, assegurou a posição de Filipe junto à Inglaterra e ao Sacro Império Romano-Germânico. A batalha de Muret foi um importante passo para a criação de um reino francês unificado e do país que conhecemos hoje (embora Eduardo, o Príncipe Negro e Henrique V de Inglaterra viessem a ameaçar posteriormente essa criação).[carece de fontes?]

### Massacre
O exército cruzado chegou liderado espiritual e militarmente pelo legado papal Arnaud Amalric, abade de Cister. No primeiro confronto da guerra, a cidade de Béziers foi sitiada em 22 de julho de 1209. Aos habitantes católicos da cidade, foi permitido que saíssem livres e desarmados da cidade, mas muitos preferiram ficar e lutar ao lado dos cátaros.[carece de fontes?]
Os cátaros passaram grande parte de 1209 evitando os cruzados. O exército de Béziers tentou uma investida mas foi logo repelido, sendo então perseguido pelos cruzados até o portão da cidade e dentro da cidade. Teria sido perguntado a Arnaud Amalric como distinguir católicos de cátaros entre os habitantes da cidade. Sua resposta, registrada por seu colega cisterciense  Caesarius de Heisterbach, um historiador,  trinta anos depois, teria sido: Caedite eos. Novit enim Dominus qui sunt eius ("Mate-os. Pois Deus sabe quem são os seus."). A veracidade da frase é muitas vezes posta em dúvida. O certo é que as portas da igreja de Santa Maria Madalena foram derrubadas e os que nela se tinham refugiado foram massacrados sem distinção, assim como todos os habitantes  de Béziers. Segundo os registros, pelo menos 7 000 homens, mulheres e crianças foram mortos pelos cruzados.
Em outros pontos da cidade, outros milhares foram mutilados e mortos. Prisioneiros eram cegados, arrastados por cavalos e usados como alvos. Após os saques, o que restou da cidade foi consumido pelo fogo. Arnaud Amalric escreveu para o papa Inocêncio III: "hoje, sua santidade, 20 000 heréticos foram passados a fio de espada, não importando sua classe, idade ou sexo." "A população permanente de Béziers na época provavelmente não era superior a 5 000, mas os refugiados em busca de abrigo podem ter feito esse número aumentar para 20 000."
Após o sucesso do sítio de Carcassonne, que se seguiu ao massacre de Béziers em 1209, Simão IV de Monforte foi designado líder do exército cruzado. Proeminentes oponentes dos cruzados foram Raymond Roger Trencavel, visconde de Carcassonne, e seu senhor feudal Pedro II de Aragão, o rei de Aragão, que tinha feudos e vassalos na região. Pedro morreu combatendo a cruzada em 12 de setembro de 1213 na Batalha de Muret. Simão de Montforte foi assassinado em 25 de junho de 1218, depois de manter o sítio de Toulouse por nove meses.

### Tratado e perseguição
A guerra oficial terminou com o Tratado de Paris (1229), através do qual o rei da França retirou, da casa de Toulouse, a maior parte de seus feudos, e, dos Trencavels (viscondes de Béziers e Carcassone), a totalidade dos feudos. A independência dos príncipes do Languedoc havia terminado. Mas, apesar do massacre aos cátaros, o catarismo ainda não havia se extinguido e as forças católicas continuaram a perseguir os cátaros.
Em 1215, os bispos católicos se reuniram no Quarto Concílio de Latrão sob o papa Inocêncio III: parte da agenda era o combate à heresia cátara.
A inquisição foi estabelecida em 1234 para acabar com os cátaros remanescentes; operando em Toulouse, Albi, Carcassonne e outras cidades do sul da França durante o século XIII e parte do século XIV, ela foi bem sucedida em esmagar o catarismo enquanto movimento popular e em levar seus últimos simpatizantes para o túmulo.:230-232 Os cátaros que se recusavam a renunciar a sua fé eram enforcados ou queimados.
No dia 13 de maio de 1239, uma sexta-feira, 183 cátaros, homens e mulheres, foram entregues às chamas de uma fogueira acesa nos flancos do monte Aimé, na Champanhe, perto dos Campos Cataláunicos, e tiveram sua história esquecida pelos homens. Nessa época, o monte ainda tinha o nome de Moymer, e a inquisição se reuniu por oito dias sob o comando de Robert le Bougre, que havia sido enviado pelos dominicanos com a presença de muitas autoridades eclesiásticas. Le Bougre, um ex-cátaro, presidia o tribunal da inquisição encarregado de julgar os cátaros do norte por heresia. A narrativa da execução dos cátaros no monte Aimé é conhecida graças ao cronista Albéric de Trois Fontaines. Ele registrou que o catarismo já havia se estabelecido há muito tempo na Champanhe devido à presença de Fortunat, que havia sido expulso da África por Agostinho de Hipona e que havia se refugiado na região, onde se dedicou a propagar ideias maniqueístas. A heresia, então, se espalhou por toda a região, desde Catalaunum (Châlons-en-Champagne) até Augustobona (Troyes). Pouco resta desta história. Se em Montségur uma estela lembra a perseguição aos cátaros, aqui nada resta que lembre o fato.

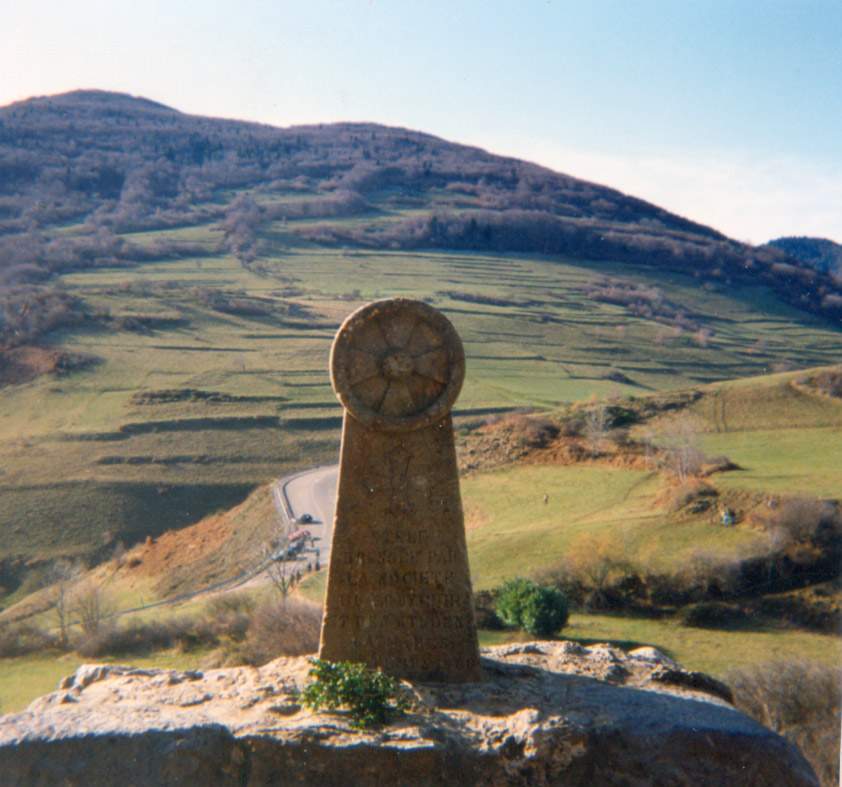
Estela em memória dos cerca de 200 cátaros mortos na fogueira em Montsegur em 1244. A inscrição, em língua occitana, é: "Als catars, als martirs del pur amor crestian 16 de març 1244" ("Aos cátaros, aos mártires do puro amor cristão").

 De maio de 1243 a março de 1244, a fortaleza cátara de Montségur foi sitiada pelas tropas do senescal de Carcassonne e do arcebispo de Narbona; em 16 de março de 1244, aconteceu um grande e simbolicamente importante massacre, no qual mais de duzentos "perfeitos" cátaros foram queimados em uma enorme pira no Campo dos Queimados, perto do castelo. Além disso, a Igreja decretou castigos menores contra leigos suspeitos de simpatia para com os cátaros no Concílio de Narbona de 1235. Durante o concílio, o papa Gregório IX fez decretar a aplicação de penas muito duras a todos os simpatizantes e colaboradores do catarismo, que incluíam perda sumária de bens patrimoniais e humilhantes espancamentos em público.
Uma crença popular, porém com pouco fundamento, sustenta que um pequeno número de perfeitos cátaros escapou da fortaleza antes do massacre. É largamente disseminado na região cátara que esses fugitivos levaram, consigo, o tesouro cátaro. O conteúdo desse tesouro tem sido objeto de debate ao longo dos tempos: diz-se que podem ter sido textos sagrados gnósticos ou riqueza acumulada pelos cátaros, incluindo o Santo Graal.
Perseguidos pela inquisição e abandonados pelos nobres locais, os cátaros se tornaram cada vez mais fugitivos dispersos, se encontrando secretamente em locais ermos em montanhas e florestas. Posteriormente, aconteceram insurreições lideradas por Roger-Bernard II, Conde de Foix, Emérico III de Narbona e Bernard Délicieux, um frade franciscano posteriormente acusado de participação em outro movimento herético, o dos Fraticelli, no começo do século XIV. Nessa época, a inquisição já havia ganho um imenso poder. Consequentemente, muitos presumidos cátaros foram intimados a comparecer perante a inquisição. Indicações precisas disso encontram-se nos registros de inquisidores como  Bernard of Caux, Jean de St Pierre, Geoffroy d'Ablis e outros. Diz-se que os "perfeitos" raramente se retratavam, e que centenas deles foram queimados. Os crentes leigos arrependidos eram punidos, mas suas vidas eram poupadas, desde que não sofressem uma recaída. Uma vez se retratando, eram obrigados a costurar cruzes amarelas nas roupas que usavam fora de casa e eram obrigados a viver afastados dos católicos, pelo menos durante algum tempo.

### Aniquilação
Após várias décadas de assédio, reproselitismo e, principalmente, destruição sistemática de seus textos religiosos, a seita estava exaurida e não conseguia encontrar mais adeptos. Peire Autier, o líder do revivalismo cátaro nos contrafortes dos Pireneus, foi capturado e executado em abril de 1310 em Toulouse. Depois de 1330, os registros da Inquisição contêm pouquíssimos processos contra os cátaros. O último perfectus cátaro no Languedoc, Guillaume Bélibaste, foi executado no outono de 1321.:10-12
De meados do século XII em diante, o catarismo italiano sofreu uma crescente pressão por parte do papa e da inquisição, "prenunciando o início do fim".:230 Outros movimentos, como os valdenses e o panteístico Irmãos do Livre Espírito, que sofreram perseguição na mesma região, sobreviveram em áreas remotas e em pequeno número nos séculos XIV e XV. Algumas ideias valdenses foram absorvidas pelas seitas protestantes iniciais, como os hussitas, lollardos e a igreja dos Irmãos Morávios.